# علی قورچی
علی قورچی روستایی از توابع شهرستان شازند در استان مرکزی است.

## نام
قورچی‌ها عموماً از میان قبایل اصلی قزلباش استخدام می‌شدند و در زمان دودمان صفوی محافظان سلطنتی شاه بودند.
قور کلمه ای ترکی به معنای اسلحه و تجهیزات نظامی است و قورچی به معنای تفنگدار ، تفنگچی، توپچی، و رئیس اسلحه خانه است.